# Olympische Zwischenspiele 1906/Leichtathletik – Speerwurf (Männer)
Der Speerwurf der Männer bei den Olympischen Zwischenspielen 1906 in Athen wurde am 26. April 1906 entschieden. In verschiedenen Quellen wird der Wettbewerb als „Speerwerfen (freier Stil)“ aufgeführt. Es gab jedoch keine weitere Speerwurfkonkurrenz in Athen. Während also die Wurftechnik frei gewählt werden konnte, war die Länge des Anlaufes auf 10 Meter beschränkt.

## Rekorde
| Weltrekord | 53,79 m | Schweden | Eric Lemming | 1903 |

Folgende Rekorde wurden bei den Olympischen Spielen gebrochen oder eingestellt:
| WR | 53,90 m | Schweden | Eric Lemming |

## Ergebnisse
| Platz | Athlet                | Land         | Weite (m)  |
| ----- | --------------------- | ------------ | ---------- |
| 1     | Eric Lemming          | Schweden     | 53,90 (WR) |
| 2     | Knut Lindberg         | Schweden     | 45,17      |
| 3     | Bruno Söderström      | Schweden     | 44,92      |
| 4     | Hjalmar Mellander     | Schweden     | 44,30      |
| 5     | Werner Järvinen       | Finnland     | 44,25      |
| 6     | Heikki Åhlman         | Finnland     | 44,00      |
| 7     | Arne Halse            | Norwegen     | 44,00      |
| 8     | Conrad Carlsrud       | Norwegen     | k. A.      |
| 9     | Uno Häggman           | Finnland     | 43,25      |
| 10    | František Souček      | Böhmen       | 39,00      |
| 11    | Pál Vargha            | Ungarn       | 38,75      |
|       | Karl Kaltenbach       | Deutschland  | k. A.      |
|       | Paul Weinstein        | Deutschland  | k. A.      |
|       | Vasilios Papageorgiou | Griechenland | k. A.      |
|       | Andreas Tsolias       | Griechenland | k. A.      |
|       | E. Parousis           | Griechenland | k. A.      |
|       | Stavros Antoniadis    | Griechenland | k. A.      |
|       | Epaminonas Anezakis   | Kreta        | k. A.      |
|       | Gyula Strausz         | Ungarn       | k. A.      |
|       | György Luntzer        | Ungarn       | k. A.      |
|       | Mihály Dávid          | Ungarn       | k. A.      |
|       | István Mudin          | Ungarn       | k. A.      |

Die vorliegende Reihenfolge und die Weitenangaben orientieren sich an „Sports-Reference“. Kluge nennt abweichend den Finnen Åhlman unter den abgeschlagenen Teilnehmern. Entsprechend rücken bei ihm die Norweger Halse und Carlsrud um einen Platz auf. Auch Häggman, Souček und Vargha werden ohne Weite und Platzierung angegeben.
Beim ersten hochkarätigen internationalen Wettbewerb im Speerwerfen überhaupt dominierten die Sportler aus Skandinavien.